# Un altro amore no
Un altro amore no (sottotitolo: Non ti cambierei) è un singolo della cantante italiana Lorella Cuccarini, pubblicato nel 1995 come primo estratto del terzo album in studio Voglia di fare.

## Descrizione
Il brano è stato scritto dal marito dell'artista Silvio Testi insieme a Vincenzo Incenzo e prodotto da Davide Pinelli. Esso fu presentato al Festival di Sanremo 1995, dove si piazzò al 3º posto della classifica parziale e al 10º in quella definitiva. 
Il testo parla di un amore realizzato tra un uomo e una donna.

## Esibizione a Sanremo
In occasione della prima esibizione del brano, alla prima serata del Festival di Sanremo 1995, la Cuccarini fu "costretta" a cantare due volte. Infatti a causa di un momentaneo black-out che aveva colpito alcune regioni italiane durante la sua prima esibizione, non fu possibile esprimere un voto per le giurie demoscopiche delle zone interessate, da qui la decisione di far reinterpretare il brano per par condicio.

## Tracce
Testi di Silvio Testi e Vincenzo Incenzo, musiche di Davide Pinelli.
1. Un altro amore no – 3:05